# Golizyno
Golizyno (russisch Голицыно) ist eine Stadt in der Oblast Moskau, Russland. Sie befindet sich etwa 40 km westlich von Moskau und hat 22.861 Einwohner (Stand 2024).

## Geografie
Die beiden nächstgelegenen Städte sind Krasnosnamensk (früher Golizyno-2) und Aprelewka.
Westlich von Golizyno befindet sich das kleine Dorf Butyn mit dem Fluss Butynja.

## Geschichte
Golizyno ging aus dem Dorf Wjasjomy (russ. Вязёмы) hervor, das bereits im 16. Jahrhundert bekannt war. In Wjasjomy war der Landsitz des Bojaren und Regenten Boris Godunow, dessen Gutshaus bis heute erhalten ist. Die eigentliche Geschichte Golizynos begann jedoch 1694, als der Grundbesitz an das Geschlecht der Golizyns überging, das dem Ort seitdem auch seinen Namen gibt. Durch seine Lage im westlichen Vorfeld Moskaus war der Ort sowohl im Vaterländischen Krieg 1812 als auch im Zweiten Weltkrieg umkämpft. Seit 1872 wurde Golizyno als Siedlung bezeichnet und erhielt erst 2004 auf Beschluss des Gouverneurs der Moskauer Oblast, Boris Gromow, den Stadtstatus.

### Bevölkerungsentwicklung
| Jahr | Einwohner |
| ---- | --------- |
| 1926 | 1.500     |
| 1939 | 7.853     |
| 1959 | 11.503    |
| 1970 | 12.638    |
| 1979 | 21.319    |
| 1989 | 23.315    |
| 2002 | 16.189    |
| 2010 | 17.593    |

Anmerkung: Volkszählungsdaten (1926 gerundet)

## Wirtschaft und Infrastruktur

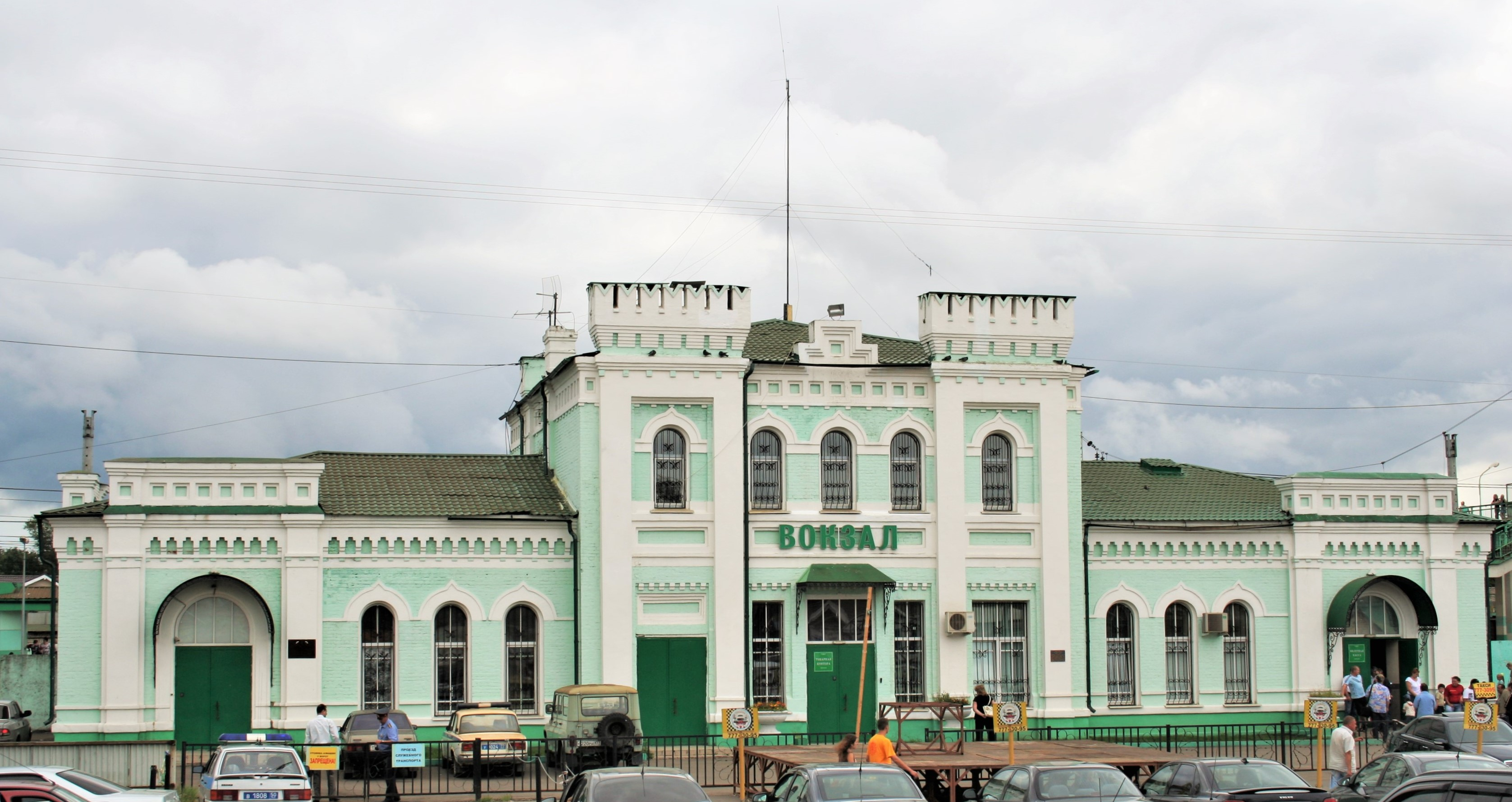
Bahnhof Golizyno

Die wichtigsten Industriebetriebe Golizynos sind die Omnibusfabrik GolAZ, ein Keramikwerk und eine Werkzeugfabrik.
Verkehrstechnisch ist die Stadt unter anderem an die Straßen M1 und A107 angebunden. Sie hat außerdem einen Bahnhof an der Bahnmagistrale Moskau–Smolensk–Minsk–Warschau. Das 1906 errichtete Bahnhofsgebäude steht unter Denkmalschutz.

## Persönlichkeiten
- Anton Makarenko (1888–1939), Pädagoge, starb in Golizyno